# Asin (band)
Asin (ook wel ASIN) is een folkrockband uit de Filipijnen. De band werd opgericht in de jaren '70 en voerde oorspronkelijk de naam Salt of the Earth, naar een nummer van Joan Baez. Later werd besloten om verder te gaan onder de naam Asin (Tagalog voor zout). Tot hun meest populaire nummers behoren 'Masdan Mo Ang Kapaligiran' (let op het milieu), 'Ang Bayan Kong Sinilangan' (mijn geboorteland), 'Pagbabalik' (terugkeer) en 'Balita' (nieuws).

## Biografie
De band ontstond in 1976 toen zangeres Lolita Carbon, Cesar Bañares en Mike Pillora elkaar ontmoeten in Kola House, een club voor folkrock, een in die jaren een enorm populair muziekgenre in de Filipijnen. Ze besloten daar een groep op te richten onder de naam "Salt of the Earth". Kort daarop werd de band gecontracteerd door het platenlabel Vicor Music. De bandnaam werd veranderd in Asin en ze in 1978 verscheen hun debuutalbum Asin. Op het album stond, naast enkele originele nummers, ook een eigen versie van Anak, de wereldhit van een andere Filipijnse folkrock artiest Freddie Aguilar. In de aanloop naar hun twee album Himig Ng Lahi sloot zich een vierde bandlid, Pendong Aban, bij Asin aan. De jaren erna werden nog diverse andere albums geproduceerd zoals: Mga Awit Ng Bayan Kong Pilipinas en Himig Ng Kayumanggi. De teksten van de band waren veelal sociaal geëngageerd. Diverse nummers werden enorm populair en worden ook tegenwoordig in de Filipijnen nog gedraaid. Asin verkreeg, mede door het gebruik van traditionele lokale instrumenten zoals de Kulintang, een eigen folkrockstijl. De liedteksten gingen vaak over maatschappelijke problemen die speelden in de Filipijnen, maar de band bracht echter ook enkele liefdesliedjes uit.
Na een laatste concert in 1990 besloten de bandleden om voorlopig te stoppen met Asin en uit elkaar te gaan. Lolila Carbon ging verder als soloartiest en Alfredo Aban vormde een nieuwe groep genaamd Ang Grupong Pendong en nam daarmee twee albums op. Cesar Bañares begon samen met zijn vrouw een school in zijn geboortestad Koronadal City, South Cotabato. Door tijdgebrek trad hij zelden meer op. Wel schreef hij nog nieuwe nummers in zijn vrije tijd. Op 18 maart 1993 werd hij vermoord in een bar in South Cotabato, toen hij weigerde op te treden voor een advocaat en zijn vrienden.
In 1999 kwamen de overgebleven bandleden elkaar weer tegen tijdens een optreden en werd besloten om Asin weer nieuw leven in te blazen. Pillora besloot uiteindelijk niet mee te doen, maar Carbon en Aban zetten het plan door en begonnen vanaf 2000 weer gezamenlijk op te treden als Asin. Ook werd een nieuw album uitgebracht. Op dit eerste album van Asin sinds twaalf jaar, staan onder andere nog niet eerder opgenomen nummers van de vermoorde Bañares.

## Discografie
Asin heeft de volgende albums uitgebracht:
- 1978 - ASIN
- 1979 - Himig ng Pag-ibig
- 1983 - Himig ng Lahi
- 1984 - Mga Ginintuang Awitin ng ASIN (compilatiealbum)
- 1985 - Awiting ng Bayan Kong Pilipinas
- 1986 - Asin sa Atubiling Panahon
- 1987 - Himig Kayumanggi
- 1988 - Sinta (compilatiealbum)
- 2001 - Pag-ibig, Pagbabago, Pagpapatuloy
- 2005 - Ang Bayan Kong Sinilangan - Paglalakbay Sa Mga Awitin ng ASIN (compilatiealbum n.a.v. 40-jarig jubileum Vicor Music)
- 2009 - ASIN 18 Greatest Hits

## Bron
- (en)  Profiel ASIN, www.asinpilipinas.com (geraadpleegd op 22 september 2010)